# アナザー・ゾーン
『アナザー・ゾーン』（原題：Anutha Zone）は、アメリカ合衆国のミュージシャン、ドクター・ジョンが1998年に発表したスタジオ・アルバム。新たに契約を得たパーロフォンから発売された。

## 背景
プロデュースはレディオヘッドやザ・ヴァーヴ等の作品を手掛けたジョン・レッキーにより、「ハロー・ゴッド」と「ジョン・グリ」の2曲は、スピリチュアライズドのJ・スペースマンことジェイソン・ピアースがレッキーと共同プロデュースした。
ドクター・ジョンは本作のレコーディング前、レッキーとトニー・ワズワース（ヴァージン・レコード社長）に100曲ほどの自作曲を聴かせた際、彼らがデビュー作『グリ・グリ』（1968年）に通じる曲に興味を示したことに驚いたという。本人は後に『Jazz Times』のインタビューで「私はこれらの曲を、前に所属していたレコード会社10社にも提出してきたはずだけど、誰も録音しようとしなかった。でも私は、ずっとこれらの曲を気に入っていたから、彼らに提出したのさ。それから、このレコードに合いそうな新曲を幾つか作ったんだよ」と語っている。
一部の曲で共作者としてクレジットされた「Cat Yellen」は、ドクター・ジョンの妻のペンネームである。「スウィート・ホーム・ニューオリンズ」は、アルバム『ゴーイン・バック・トゥ・ニューオーリンズ』（1992年）に収録された「Litenie des Saints」と同様、ルイス・モロー・ゴットシャルクの作品にインスパイアされて作られた。

## 録音
収録曲のうち6曲はロンドンのアビー・ロード・スタジオで録音され、スーパーグラス、ポーティスヘッド、プライマル・スクリーム、スピリチュアライズドといったイギリスのバンドのメンバー、それにポール・ウェラーがゲスト参加した。また、1997年にデビューしたザ・ベータ・バンドのメンバーも、パーカッションで参加している。なお、ウェラーは自身のアルバム『スタンリー・ロード』（1995年）でドクター・ジョンの曲「アイ・ウォーク・オン・ギルデッド・スプリンターズ」をカヴァーしており、また、スピリチュアライズドのアルバム『宇宙遊泳（原題：Ladies and Gentlemen We Are Floating in Space）』（1997年）にはドクター・ジョンがゲスト参加した。

## リリース
イギリス盤は13曲入りだが、日本盤は「ルック・アウト」と「ホワイ・カム」の2曲がボーナス・トラックとして追加された。また、ヴァージン・アメリカから発売されたアメリカ盤CDは、11曲目に「ホワイ・カム」を挿入した14曲入りとなっている。
「パーティ・ヘルファイア」はブレンダン・リンチ（リンチモブ）によるダブ・ヴァージョンも存在し、プロモーション盤シングルとして配布された。
本作のリリース前の1998年4月3日、ドクター・ジョンとも親交の深かったサクソフォーン奏者アルヴィン・"レッド"・タイラーが死去しており、本作はタイラーに捧げられた。

## 反響
母国アメリカでは、『ビルボード』の各種アルバム・チャート入りを逃した。一方、イギリスでは自身初の全英アルバムチャート入りを果たし、3週トップ100入りして最高33位を記録した。

## 評価・影響
批評家からはしばしば、ドクター・ジョンが初期の音楽性に回帰した作品と評された。Stephen Thomas Erlewineはオールミュージックにおいて5点満点中4点を付け「売れ線を期待したプロジェクトという意味では、このコラボレーションは時として無骨に感じられるが、多くの場面において見事に機能していることに驚かされる」「イギリス勢はニューオーリンズの一流ミュージシャンたちほどファンキーでないが、彼らはドクター・ジョンが、ここ何年かでは最高の作品を制作することの後押しに精を出している」と評している。アンソニー・デカーティスは『ローリング・ストーン』誌において5点満点中3点を付け、「ドクター・ジョンは今回、ニュー・アルバム『Anutha Zone』で、現代イギリスの錬金術師たち多数との驚くべきコラボレーションを通じ、初期の朦朧たる魔法の召喚を試みた」と評している。CDジャーナルのミニ・レビューでは「彼が30年近くも前にやっていた怪しいブードゥ・ロック的なものが浮上した」と評されている。ジェラルディン・ワイコフは『Jazz Times』において「ヴードゥー／フードゥーとしてのドクター・ジョンは、『アナザー・ゾーン』において、魂の中にずっと抱いてきた神秘的な場所から再び完全に姿を現した」と評している。
HBO放映のテレビドラマ『トゥルーブラッド』シーズン1のエピソード「知りたくない真実 (I Don't Wanna Know)」のタイトルは、本作収録曲「アイ・ドント・ワナ・ノウ」に基づいており、エンド・クレジットではこの曲が流された。
「スウィート・ホーム・ニューオリンズ」は、音楽評論家のJeff Terichが2014年に選出した「ニューオーリンズを題材とした名曲15」の一つとして紹介され、「彼のすべての強みを内包し、更に言えばジャズからR&Bまで、そしてアフロ・キューバン音楽の要素まで多く含んだ、20世紀の音楽史をも内包している」と評している。

## 収録曲
特記なき楽曲はマック・レベナック（ドクター・ジョン）作。1.はインストゥルメンタル。
1. ゾナタ - "Zonata" - 0:45
2. キヤ・グリ・グリ - "Ki Ya Gris Gris" - 4:04
3. ヴォイシズ・イン・マイ・ヘッド - "Voices in My Head" - 4:33
4. ハロー・ゴッド - "Hello God" - 4:37
5. ジョン・グリ - "John Gris" - 5:20
6. パーティ・ヘルファイア - "Party Hellfire" (Mac Rebennack, Cat Yellen) - 4:41
7. アイ・ドント・ワナ・ノウ - "I Don't Wanna Know" (John Martyn) - 3:23
8. アナザー・ゾーン - "Anutha Zone" (M. Rebennack, C. Yellen) - 3:58
9. アイ・ライク・キヨカ - "I Like Ki Yoka" - 3:44
10. オリーヴ・トゥリー - "The Olive Tree" (M. Rebennack, C. Yellen) - 3:48
11. ソウルフル・ウォーリアー - "Soulful Warrior" (M. Rebennack, C. Yellen) - 4:09
12. ストローク - "The Stroke" (M. Rebennack, C. Yellen) - 4:15
13. スウィート・ホーム・ニューオリンズ - "Sweet Home New Orleans" - 5:50

### 日本盤ボーナス・トラック
1. ルック・アウト - "Look Out" - 3:40
2. ホワイ・カム - "Why Come" - 3:42

## 参加ミュージシャン
- ドクター・ジョン - ボーカル、ピアノ、ハモンドオルガン、キーボード

### ロンドン・セッション
- ギャズ・クームス - ギター (on #3)
- ジェイソン・ピアース - ギター (on #4, #5)
- マイク・ムーニー - スライドギター (on #4, #5)
- ポール・ウェラー - ギター (on #6, #7)、ボーカル (on #6, #7)
- マット・デイトン - ギター (on #6, #7)
- ボビー・ブルーム（英語版） - ギター (on #13)
- ティム・ルイス - キーボード (on #4, #5)
- ジュールス・ホランド（英語版） - ハモンドオルガン (on #7)
- マーティン・ダフィ - ハモンドオルガン (on #13)
- ミック・クイン - ベース (on #3)
- ショーン・クック - ベース (on #4, #5)
- デーモン・ミンケラ - ベース (on #6, #7)
- デヴィッド・バラード - ベース (on #13)
- クライヴ・ディーマー - ドラムス (on #3, #13)
- デイモン・リース - ドラムス (on #4, #5)
- スティーヴ・ホワイト - ドラムス (on #6, #7)、パーカッション (on #6, #7)
- ラヴィ・シャンカル - パーカッション (on #5)
- マルコム・クロス - パーカッション (on #5)
- スティーヴ・メイソン - パーカッション (on #6, #13)
- ロビン・ジョーンズ - パーカッション (on #6, #13)
- ザ・キック・ホーンズ - ホーン・セクション (on #3)
- ザ・リトル・ビッグ・ホーンズ - ホーン・セクション (on #4, #5)
- ロニー・キューバー - サクソフォーン (on #3)
- レイ・ムーンシェイク（レイモンド・ディッカティ） - サクソフォーン (on #4, #5)、フルート (on #4, #5)
- アニー・ホワイトヘッド - トロンボーン (on #6)
- ヒュー・マクラッケン - マンドリン (on #13)
- ロンドン・コミュニティ・ゴスペル・クワイア（英語版） - クワイア (on #4, #5)
- カーリーン・アンダーソン - ボーカル (on #6)
- キャサリン・ラッセル - バッキング・ボーカル (on #13)
- ジェニー・ダグラス - バッキング・ボーカル (on #13)

### ニューヨーク・セッション
- ボビー・ブルーム - ギター (on #2, #8, #9, #10, #11, #12)、バッキング・ボーカル (on #2, #9)
- ヒュー・マクラッケン - スライドギター (on #2)、マンドリン (on #9)、アコースティック・ギター (on #12)、ハーモニカ (on #12)
- デヴィッド・バラード - ベース (on #2, #8, #9, #10, #11, #12)、バッキング・ボーカル (on #2, #9)
- ハーマン・アーネスト - ドラムス (on #2, #8, #9, #10, #11, #12)、バッキング・ボーカル (#2, #9)
- サミー・フィゲロア - パーカッション (on #2, #8, #9, #10, #11, #12)
- キャサリン・ラッセル - バッキング・ボーカル (on #2, #9, #11)
- ジェニー・ダグラス - バッキング・ボーカル (on #2, #9, #11)
- ローレンス・フェルドマン - テナー・サクソフォーン (on #8, #10, #11)
- ロニー・キューバー - バリトン・サクソフォーン (on #8, #10, #11)、テナー・サクソフォーン (#9)、バスクラリネット (#10)
- アラン・ルービン - トランペット (on #8, #11)、ピッコロトランペット (#10)
- トニー・カドレック - トランペット (on #8, #11)
- クラーク・ゲイトン - トロンボーン (on #8, #10, #11)
- シェリー・ウッドワース - イングリッシュ・ホルン (on #10)